# Gurie Georgiu
Gurie Georgiu, pe numele de mirean Grigore Georgiu, (n. 31 decembrie 1968, Huta, România – d. 21 octombrie 2021, Deva, Hunedoara, România) a fost membru al Sfântului Sinod al Bisericii Ortodoxe Române și episcop al Eparhiei Devei și Hunedoarei.

## Viața și activitatea
În ședința sa din 19 iunie 2009, Sfântul Sinod al Bisericii Ortodoxe Române, sub președinția Preafericitului Părinte Patriarh Daniel, a hotărât înființarea unei noi Episcopii, cea a Devei și Hunedoarei. Într-o înșiruire firească de evenimente, în ziua de 29 octombrie 2009 a fost ales episcop al Devei și al Hunedoarei, iar o lună mai târziu, anume în duminica din 29 noiembrie 2009, întronizat, în Catedrala Episcopală „Sfântul Ierarh Nicolae” din Deva, cel dintâi arhipăstor al hunedorenilor: Preasfințitul Părinte Episcop Gurie Georgiu.
Se născuse la 31 decembrie 1968, în satul Huta-Chiuiești (jud. Cluj), în familia credincioșilor Teodor și Maria, o familie binecuvântată de Dumnezeu cu patru copii: Irina, Tănasie, Ioan și Grigore; el era cel mai mic dintre frați. Bunii săi părinți i-au fost și cei dintâi „dascăli” ai formării sale morale, crescându-l în spiritul fricii de Dumnezeu și al respectului față de semeni, sădindu-i în suflet duhul blândeții, al rugăciunii și al bunei cuviințe. Clasele primare le-a urmat la Școala Primară din Huta (1976-1980), iar pe cele gimnaziale, la Școala Generală „Gheorghe Lazăr” din Cluj-Napoca (1980-1984). După absolvirea Liceului Industrial „Traian Vuia” din Cluj-Napoca (1984-1988) a fost admis la Seminarul Teologic din Craiova (1988-1992), apoi la Facultatea de Teologie Ortodoxă din Craiova, secția „Teologie Pastorală” (1992-1996), perioadă care a corespuns și cu intrarea sa, ca frate de mănăstire (1988), în obștea așezământului monahal de la Lainici (jud. Gorj), respectiv cu alegerea în funcția de secretar de cabinet (1989-1996) al mitropolitului Nestor Vornicescu al Olteniei. Pregătirea sa teologică a continuat pe băncile Institutului de Teologie Pastoral-Misionară din Padova (Italia), în cadrul a două stagii de pregătire postuniversitară, una masterală (1996-1997), iar cealaltă doctorală (1997-2000), încununate ulterior cu obținerea titlului de doctor în domeniul Teologie în cadrul Școlii Doctorale a Universității „1 Decembrie 1918” din Alba Iulia. În Italia a înființat patru comunități ortodoxe românești, în centre urbane precum Padova, Pordenone, Treviso și Verona, lucrând – cu timp și fără timp – la închegarea și la dinamizarea activității pastoral-misionare din cadrul acestora; în același scop a elaborat și tipărit numeroase articole și cuvântări în publicații locale, precum Oriente Cristiano, Difesa del popolo, Il Gazzettino, Portavoce etc., și a pus bazele buletinului Lumină Lină al parohiei românești din Padova (1997). Viitorul ierarh a fost tuns în monahism la mănăstirea Lainici, în ziua de 1 februarie 1990, fiind hirotonit ierodiacon la 4 februarie 1990, respectiv ieromonah, la 1 ianuarie 1992, în Catedrala Mitropolitană „Sfântul Mare Mucenic Dimitrie” din Craiova; în 1996 a primit distincția bisericească de protosinghel, iar în 2001, pe cea de arhimandrit. În perioada anilor 1992-1996 a îndeplinit ascultarea de ecleziarh al Catedralei Mitropolitane din Craiova, iar după revenirea în țară, pe cea de vicar administrativ-bisericesc al Arhiepiscopiei Craiovei (2000-2001). La recomandarea Înaltpreasfințitului Părinte Teofan, pe atunci arhiepiscop al Craiovei și mitropolit al Olteniei, Sfântul Sinod al Bisericii Române, în ședința sa de lucru din 4-5 iulie 2001, l-a ales ca episcop-vicar al Arhiepiscopiei Craiovei; hirotonia întru arhiereu a avut loc în ziua de 5 august 2001, în Catedrala Mitropolitană din Craiova. Purtând titulatura inițială de „Strehăianul” (2001-2004), iar între anii 2004 și 2009, pe aceea de „Gorjanul”, tânărul ierarh a supravegheat îndeaproape activitatea sectoarelor eparhiale și s-a îngrijit de construcția „Centrului Educațional pentru Dezvoltarea Resurselor Umane” și a „Complexului Rezidențial pentru Bătrâni” din Craiova; de asemenea, a îndeplinit funcția de președinte al Fundației „Cuvântul care zidește” și a participat, ca delegat al Sfântului Sinod, la mai multe simpozioane, congrese, conferințe, mese rotunde și întruniri naționale și internaționale pe teme de Teologie, în țară și peste hotare (Padova, Aquileia, Verona, Milano, Roma etc.).
Pe linie didactică, în perioada anilor 2004-2009 a predat, la Facultatea de Teologie din Craiova, disciplina „Teologie Pastorală”, elaborând două prețioase volume cu caracter pastoral-misionar, anume Meditații duhovnicești la sfârșit de modernitate (Craiova, 1999, 210 p.) și Despre mântuirea sufletului în era post-industrială (Craiova, 2001, 353 p.), precum și o mulțime de articole, note, comentarii și cuvântări, care au văzut lumina tiparului în revista Mitropolia Olteniei și în foaia pastoral-misionară craioveană Cetatea Creștină. În calitate de arhipăstor al meleagurilor hunedorene, a menținut pe mai departe contactul atât cu mediul universitar, predând aceeași disciplină (din anul 2010), ca profesor titular, la Facultatea de Teologie Ortodoxă a Universității „1 Decembrie 1918” din Alba Iulia, respectiv în calitate de cadru didactic asociat (din toamna anului universitar 2021/2022), la Facultatea de Teologie Ortodoxă „Ilarion V. Felea” a Universității „Aurel Vlaicu” din Arad, cât și cu cercetarea științifică, fiind autorul volumelor Ofensiva Noilor Mișcări Religioase (NMR) și reversibilitatea secularizării (Alba Iulia – Deva, 2013, 469 p.), Articularea credinței în cultura timid-postmodernă românească – perspective aplicate de consolidare rațional-mistică a demersului pastoral (coautor; Stockholm – Deva, 2014, 512 p.), Vocația preoțească în context postmodern. Responsabilitate pastorală și criză de motivație în perimetrul eclezial (Stockholm – Deva, 2014, 288 p.), II dramma dell'Europa odierna, «stanca» metafisicamente. Il “metabolismo” del terorismo e delle sette nella visione di Massimo Introvigne (Stockholm – Deva, 2014, 264 p.) și „Mergând, învățați toate neamurile...”. Cuvinte pastorale (Stockholm – Deva, 2020, 228 p.), precum și a numeroase studii și articole, publicate în reviste din țară și din străinătate și în volumele colective ale unor simpozioane și conferințe naționale și internaționale, la care a participat.
În cei doisprezece ani de arhipăstorire, în plan administrativ-gospodăresc, pastoral-misionar, economic, cultural-educațional și social-filantropic s-au înregistrat multiple realizări, reafirmându-se și confirmându-se altfel premizele care au stat, în vara anului 2009, la baza înființării acestei noi eparhii a Patriarhiei Române, eparhie aflată, până în februarie 2012, în componența Mitropoliei Banatului, iar de atunci și până în prezent, în cea a Mitropoliei Ardealului.
La nivel administrativ-gospodăresc, la începutul anului 2010 s-a reușit achiziția unei clădiri-monument istoric, parte a ansamblului urban de pe strada Andrei Șaguna din Deva, destinată a deveni sediu administrativ al Centrului Eparhial al Episcopiei Devei și a Hunedoarei. În anii următori s-au executat lucrări de subzidire și de consolidare a clădirii, de dren și de hidroizolație la nivelul fundației, de extindere și de recompartimentare a demisolului și a parterului, de construcție a mansardei și a unui foaier cu o cupolă pictată în stil bizantin, de amenajare și de utilare interioară cu toate cele necesare etc. Astfel primenit, noul sediu a fost sfințit în seara zilei de 8 noiembrie 2014, slujba fiind oficiată de însuși Preafericitul Părinte Patriarh Daniel. 
Pe aceeași linie trebuie consemnată și achiziția, în anul 2011, a unui imobil situat în proximitatea Catedralei Episcopale și a Centrului Eparhial, precum și amenajarea sa ca reședință (2012-2014), prevăzută cu un paraclis închinat „Sfântului Luca al Crimeii”, respectiv renovarea și dotarea cu toate cele necesare a clădirii vechiului Centru Eparhial și al reședinței episcopale (2010-2011), dimpreună cu lucrările aferente de amenajare a curții Catedralei Episcopale „Sfântul Ierarh Nicolae” și „Sfinții Apostoli Petru și Pavel” din Deva (2014-2016), lăcaș de cult consolidat în anul 2014, repavimentat în interior în 2020 și dăruit apoi cu un frumos altar de vară din lemn în 2021.
În planul pastorației și al misiunii, amintim înființarea mai multor parohii urbane (în foste cartiere muncitorești din Deva, Hunedoara, Petroșani, Petrila, Călan, Orăștie, Hațeg și Simeria), hirotonirea a circa 140 de preoți și diaconi, efectuarea a circa 1.300 de vizite pastorale în parohii și filii, la așezămintele monahale și în centrele pastoral-misionare, cultural-educaționale și social-filantropice din eparhie, întâmpinarea a numeroase delegații oficiale și a unor oaspeți de seamă din țară și de peste hotare (ierarhi, cadre didactice universitare, personalități ale lumii academice și culturale), respectiv primirea în audiență a peste 5.000 de persoane sau grupuri de persoane, respectiv, în perioada praznicului Nașterii Domnului, însumat, a circa 30.000 de colindători. De asemenea, de consemnat târnosirea a peste 25 de biserici nou-construite; se adaugă punerea pietrei de temelie a altor circa 30 de lăcașuri de cult (aflate în faza de construcție sau de finisare), respectiv săvârșirea rânduielii de binecuvântare, în urma unor ample lucrări de renovare și de re/pictare, a peste 200 de biserici.
Privitor la monahismul hunedorean, la cele 10 chinovii existente în momentul înființării Episcopiei Devei și a Hunedoarei, anume mănăstirile Prislop (sec. XIV-XV), Crișan (1991) și Crișcior (1992), respectiv schiturile Poiana Muntelui - Vulcan (1992), Ghelari (1992), Cucuiș (1993), Suseni-Colț (1995), Râu de Mori - Retezat (1999), Stațiunea Straja (1999) și Băița (2003), s-au adăugat alte 13 așezăminte monastice noi; este vorba de mănăstirile Măgureni (2010), Groapa Seacă - Jieț (2011), Măgura (2014) și Deva (2015), de schiturile Grădiștea de Munte (2010), Bălata (2011), Nandru (2013), Ohaba (2013), Câmpu lui Neag (2015), Ardeu (2015), Vața de Sus - Bujoara (2019) și Coroiești (2021), respectiv de metocul Alun al schitului Ghelari (2011); în toate aceste așezăminte mănăstirești s-au înregistrat numeroase și diversificate realizări, îndeosebi în plan constructiv. În anul 2019, la marginea municipiului Deva s-a purces la construcția unui complex ecleziastic amplu, cuprinzând biserica și clădirile anexe ale mănăstirii „Sfinții Apostoli Petru și Pavel”, o școală (incluzând toate ciclurile de învățământ), un cămin pentru persoane vârstnice și un centru de îngrijiri paleative: Așezământul „Părintele Arsenie Boca”.
Importantă a fost și implicarea ierarhului hunedorean și a membrilor Centrului Eparhial în organizarea conferințelor preoțești și a sinaxelor monahale, precum și a diferite manifestări național-istorice și cultural-bisericești, festivaluri de muzică sacră și concerte de colinde, serbări școlare și întâlniri cu profesorii de Religie și cu elevii premianți etc. Un însemnat rol duhovnicesc l-au avut apoi diferitele pelerinaje (în țară și peste hotare), procesiunile cu sfinte moaște, respectiv organizarea de hramuri și de întâlniri festive în parohiile și în așezămintele monahale din eparhie.
De un real folos duhovnicesc a fost și concretizarea demersului făcut pentru includerea, în grila de programe a posturilor locale de televiziune Hunedoara TV (apoi Unu TV) și Info HD, a emisiunilor de cultură și spiritualitate creștin-ortodoxă Cuvinte cu rost (2012) și La început a fost Cuvântul (2014), respectiv, la posturile de radio Big FM Deva și Radio Color Orăștie, a emisiunilor săptămânale Orthocaffè și Hristofonia, toate realizate și moderate de preoți din cele două orașe.
Este necesară apoi consemnarea a două proiecte catehetice unice în țară. Astfel, în vara anului 2017 a fost demarat un proiect amplu, intitulat Să ne cunoaștem credința, presupunând oferirea gratuită, prin intermediul preoților-parohi, a peste 120.000 de exemplare din volumul Învățătură de credință ortodoxă (Editura Institutului Biblic și de Misiune Ortodoxă, București, 2015, 560 p.) tuturor familiilor ortodoxe din cuprinsul eparhiei (inclusiv celor mixte din punct de vedere confesional); volumul a fost însoțit de o „scrisoare-argument” a ierarhului hunedorean. Proiectul, unic în Patriarhia Română, s-a ridicat la un cost aproximativ de 1.500.000 de lei. În aceeași perioadă, anume între noiembrie 2017 și aprilie 2018, la Deva s-a derulat un alt proiect catehetic, desfășurat sub genericul Credința ortodoxă pe înțelesul tuturor; structurat sub forma unor cursuri tematice, ținute de profesori de la Facultățile de Teologie Ortodoxă din Alba Iulia și Arad, acesta s-a adresat tuturor acelora care au dorit să își aprofundeze cunoștințele teologice dincolo de predica duminicală.
Din sfera inițiativelor și a activităților educațional-catehetice consemnăm încheierea unor parteneriate cu Asociația Națională „Cercetașii României”, cu Fundația pentru tineret „Noi Orizonturi” din Lupeni, cu Asociația hunedoreană „Copii și tineri pentru Comunitatea Europeană” etc., derularea unor proiecte educaționale naționale (Hristos împărtășit copiilor, Alege Școala!, Împreună spunem NU drogurilor!, Consilierea tinerilor deținuți aflați în impas existențial etc.), a unor proiecte catehetice eparhiale (Despre dragoste și nu numai, Lumina de la Bethleem, ConeXiuni – dialog pentru adolescenți, Zidește cu inima! etc.), a unor programe catehetice parohiale (Bucuria propovăduirii, Mesia Hristos – restauratorul făpturii umane, Minunile Maicii Domnului etc.) și a unor seminare educaționale (Viața – darul cel mai de preț, Rolul presei religioase în comunitate etc.), înființarea unor centre educațional-catehetice, precum Pr. Ioan Sabău din Orăștie, Pr. Ilarion Felea din Brad, Axion Estin din Vulcan etc., trimiterea unor grupuri de tineri din Episcopia Devei și a Hunedoarei la Întâlnirile internaționale ale tinerilor ortodocși (# ITO), organizarea anuală a Întâlnirii Tinerilor Ortodocși din Episcopia Devei și a Hunedoarei (ed. I-VI, 2014-2019) și a unor tabere tematice pentru copii și tineri (Natură, cunoaștere și spiritualitate, Copiii Bisericii, Dimensiuni temporale ale artei, Hexaimeron etc.) la Ribița, Muncelu Mic, Câmpușel, Gura Hobiței, Batiz și mănăstirea Măgureni, organizarea unor seri catehetice și de film, a unor concursuri de pictură, desen și poezie cu tematică religioasă, destinate copiilor și tinerilor (Tânărul psalmist, Sunt și eu un mic creștin, Sfântul Ierarh Nicolae – prietenul copiilor etc.), sprijinirea cluburilor pentru adolescenți „Credo Impact” din Lupeni, Hunedoara și Geoagiu și a taberei de creație și de conservare a tradițiilor populare românești din Țara Zarandului de la Ribița și mănăstirea Crișan.
Atent la pregătirea viitorilor slujitori ai sfintelor altare, precum și la buna desfășurare a procesului educațional, ierarhul hunedorean a acordat circa 500 de binecuvântări necesare admiterii în învățământul teologic profesional (cursuri de cântăreți bisericești), liceal-seminarial, universitar și postuniversitar, respectiv alte peste 400 de binecuvântări necesare participării la etapele de mobilitate ale personalului didactic din învățământul preuniversitar hunedorean, precum și la concursurile naționale de titularizare și de suplinire. În acest context, amintim și sprijinirea Seminarului teologic-liceal „Sfânta Ecaterina” de la mănăstirea Prislop (unitate de învățământ beneficiind de cantină și de internat proprii), a Festivalului-concurs național de muzică corală sacră Cu noi este Dumnezeu de la Orăștie (ajuns la 21 de ediții), a unor concursuri (Tradiții și obiceiuri din Valea Jiului etc.) și simpozioane școlare (Tinerii si provocările lumii contemporane, Creștinismul și provocările lumii contemporane, Preoți hunedoreni în închisorile comuniste etc.), proiecte educaționale (Copiii și Iisus, Să ne unim cu Hristos, Copiii în lumina credinței etc.) și sesiuni județene de comunicări științifice la disciplina Religie.
În plan cultural, de la înființarea sa și până în prezent, Episcopia Devei și a Hunedoarei, în dorința de perpetuare a unei frumoase și îndelungate tradiții, aceea ca Biserica să fie o „instituție luminătoare prin cultură”, a inițiat o paletă largă și diversificată de manifestări teologice și istorice, anume simpozioane, conferințe, mese rotunde, evocări, aniversări și comemorări ale unor personalități hunedorene și ale unor evenimente din trecut, lansări de carte, vernisaje, concerte și reprezentații teatrale; unele s-au desfășurat în clădirea sediului administrativ-eparhial din Deva, altele în bisericile de pe întinsul eparhiei, iar altele în sălile puse la dispoziție de diferite instituții de cultură hunedorene. Dintre personalitățile de prim rang ale vieții cultural-bisericești românești care au trecut pragul urbei devene – grație invitației ierarhului hunedorean – amintim doar câteva: Ioan Aurel Pop, Andrei Pleșu, Horia-Roman Patapievici, Teodor Baconschi etc. Astfel, amintim organizarea suitei de manifestări cultural-duhovnicești Zilele credinței și culturii la Deva (ed. I-VI, 2014-2019), incluzând conferințe, simpozioane, mese rotunde, concerte, spectacole de teatru etc., în preajma prăznuirii anuale a Sfinților Apostoli Petru și Pavel, ocrotitorii spirituali ai municipiului Deva, inițierea și implementarea unor proiecte culturale, precum Educație culturală pentru salvarea patrimoniului ecleziastic tradițional din județul Hunedoara (proiect concretizat prin realizarea filmului documentar Biserici de lemn hunedorene, respectiv editarea unui Repertoar al bisericilor de lemn din județul Hunedoara), Inventarierea, evaluarea și promovarea culturală a bunurilor de patrimoniu din depozitul de icoană și carte veche de la Orăștie (proiect concretizat prin tipărirea albumului Icoană și carte veche din județul Hunedoara), Tezaur hunedorean – bisericile hunedorene monument istoric (proiect concretizat prin editarea albumului omonim, în patru limbi diferite) etc., organizarea de conferințe, precum Sănătatea – darul lui Dumnezeu (Dr. Pavel Chirilă), Împărtășirea continuă cu Sfintele Taine (Pr. Ioan I. Ică jun.), Taina Sfintei Spovedanii, Slujirea Sfintei Liturghii, Pocăința – înnoirea legăturii noastre cu Dumnezeu (Arhim. Zaharia Zaharou), Intelectualii și Biserica (Andrei Pleșu), Europa și creștinismul (Horia-Roman Patapievici), Cultura românească transilvăneană în secolul al XVI-lea (Acad. Ioan Aurel Pop), Biserica din cetate. Argumentul citadin al credinței (Teodor Baconschi), Pătimitori și pătimire în închisorile comuniste (ed. I-V) etc., organizarea de simpozioane naționale și internaționale, precum Academician Silviu Dragomir (1888-1962) – 50 de ani de la trecerea în eternitate (2012), Suferință și terapie – perspective teologice (2012), Dreptul canonic în viața Bisericii. In memoriam Liviu Stan (1910-1973) (2013), From periphery to center. The image of Europe at the Eastern Border of Europe (2013), Libertate și constrângere religioasă – repere istorico-teologice (2013), Comunicare și Cuminecare (2014), Postmodernismul – o provocare pentru creștinismul contemporan (2015), Păstori și păstorire în trecutul Bisericii noastre (2015), Națiunea imaginată. Concepte și etape în construirea identităților naționale europene (2016), Slujire – mărturisire – pătimire în Biserica lui Hristos (2017), Credință – unitate – națiune (2018) etc., organizarea de mese rotunde, precum Identitatea românilor prin cultură și Biserică într-o lume globalizată (2014), Credință și cunoaștere pe „Cărarea Împărăției” (2017) etc., respectiv organizarea de manifestări istorice, precum Biserica și Armata – demersuri frățești pe pământ hunedorean (ed. I-IV, 2016-2019), Prinos de cinstire eroilor și martirilor neamului (ed. I-II, 2016 și 2018) etc., organizarea de expoziții, precum Arhetip – tradiție și modernitate în arta iconografică transilvăneană (2012), Zilele icoanei (2012, 2014, 2016, 2018-2021), Mărturii ale spiritualității românești (2016) etc.
De asemenea, o realizare importantă în plan cultural a fost înființarea Editurii Episcopiei Devei și Hunedoarei (2011), având ca scop sprijinirea lucrării pastoral-misionare a preoților, promovarea culturii teologice românești și a educației religioase; până în prezent au apărut peste 60 de volume teologice și istorice, monografii, cărți didactice, cărți de rugăciune. Enumerăm  doar câteva: Mircea Păcurariu, Mănăstirea Prislop – monografie istorică, Deva, 2013; Zaharia Zaharou, Cunoscute mi-ai făcut mie căile vieții (Ps. 15, 11), Deva, 2015; Sorin Șipoș, Silviu Dragomir – istoric, ed. a III-a, Deva, 2015; Sebastian Stanca, Contribuția preoțimii române din Ardeal la războiul pentru întregirea neamului (1916-1919), ed. a II-a, Deva, 2015; Sorin Cosma, Cateheze, ed. a III-a, vol. I-II, Deva, 2016; Ioan Aurel Pop, Thomas Nägler, Magyari András (coord.), Istoria Transilvaniei, vol. I-III, Deva, 2016; Adrian Nicolae Petcu, Preoți hunedoreni pătimitori în temnițele comuniste, Cluj-Napoca – Deva, 2016; Nestor Dinculeană, Sacerdoțiul la vechii semiți. Preoția cultică la popoarele din spațiul canaanit și la poporul evreu biblic, Stockholm – Deva, 2017; Mircea Păcurariu, Istoria Bisericii Românești din Transilvania, Banat, Crișana și Maramureș, ed. a II-a, Deva, 2018; Florin Dobrei, Slujire și mărturisire. Episcopia Devei și a Hunedoarei la zece ani de la înființare, Deva, 2019; † Gurie Georgiu, Florin Dobrei (coord.), Acad. pr. prof. univ. dr. Mircea Păcurariu (1932-2021) – o viață pusă în slujba lui Dumnezeu și a neamului românesc, Cluj-Napoca – Deva, 2021 etc.
Semnalăm și editarea și difuzarea revistelor teologice Dacia Creștină. De la Dacia Romană la România creștină (periodic al Episcopiei Devei și Hunedoarei cu o apariție trimestrială) și Talita Kumi (periodic al Seminarului teologic-liceal „Sfânta Ecaterina” de la Prislop cu apariție anuală), respectiv a numeroase foi parohiale.
Din sfera activităților social-filantropice amintim înființarea Fundației „Cuvântul care zidește” – filiala Deva (având drept scop promovarea valorilor culturale și spirituale creștine, desfășurarea de activități cu caracter caritabil în favoarea persoanelor aflate în dificultate), a Asociației „Filantropia Ortodoxă” Deva (având drept scop oferirea de servicii sociale, medicale, culturale, educaționale, economice și de mediu copiilor, tinerilor, persoanelor cu dizabilități și persoanelor vârstnice) etc.
O frumoasă realizare o constituie Centrul socio-medical „Sfântul Ierarh Nectarie” din Deva, inaugurat în data de 8 noiembrie 2014 de însuși Preafericitul Părinte Daniel, Patriarhul Bisericii Ortodoxe Române. Spațiul, aflat la etajul unei clădiri anume achiziționate în acest scop, cuprinde mai multe cabinete (Medicină Generală, Medicină Internă, Pediatrie, Cardiologie, Ecografie, O. R. L., Oftalmologie, Pneumologie, Reumatologie, Psihologie, Psihiatrie, Dermatologie și Boli Infecțioase), precum și un laborator de analize medicale. Toate beneficiază de dotări moderne, actul medical fiind asigurat de peste 20 de medici, care și-au oferit serviciile în mod voluntar. Din punctul de vedere al impactului său social, se cuvine a fi amintit faptul că, până în prezent, s-au efectuat circa 8.000 de consultații gratuite. În incinta aceluiași complex medical, își derulează activitatea Centrul de servicii de recuperare neuromotorie „Sfântul Ierarh Nectarie, centru înființat în anul 2016, care oferă și el servicii de asistență și de recuperare medicală unui număr mare de beneficiari.
În aceeași categorie a inițiativelor social-filantropice amintim și furnizarea de servicii de informare și de consiliere, respectiv acordarea de îngrijire și de asistență la domiciliu pentru diferite categorii de persoane vulnerabile, activități de tip „after-school”, distribuirea gratuită în fiecare toamnă a cel puțin 300 de ghiozdane (dotate cu rechizite, destinate elevilor proveniți din familii aflate în situații de abandon școlar), organizarea periodică de colecte în bani, alimente, articole vestimentare și produse igienico-sanitare, acordarea de ajutoare medicale în bani și a bursei sociale Părintele Arsenie Boca (cel puțin 20 de burse școlare anuale, în cuantum de 200 lei lunar, destinate elevilor și studenților cu rezultate meritorii la învățătură, dar proveniți din familii aflate în dificultate), deschiderea unor cantine sociale – în cadrul programului Masa Bucuriei – în municipiile Deva (s-au oferit câte 600 de porții de mâncare lunar unor elevi aflați în risc de abandon școlar, mai multor vârstnici fără aparținători și unor persoane fără adăpost), Hunedoara și Orăștie, înființarea Centrului de zi pentru copii „Sfinții Ioachim și Ana” din Deva (2021), în cadrul căruia se oferă zilnic o masă caldă, sprijin în efectuarea temelor și predarea gratuită a unor cursuri de Informatică și de Limba Engleză pentru un număr de 20 de copii, înființarea și susținerea centrelor de îngrijire ale vârstnicilor din Petroșani-Dărănești (2013) și Petroșani-Aeroport (2016), în care sunt îngrijite 110 persoane, precum și a două case de tip familial pentru copii orfani sau proveniți din familii dezorganizate, una coordonată de către Asociația „Zâmbind copiilor noștri” a Parohiei Ortodoxe Pui (2017), cu 10 copii, iar cealaltă în Săulești, de către Fundația „Alături de tine” a Episcopiei Devei și a Hunedoarei (2020), cu 11 copii; o altă casă de tip familial de acest tip se află în curs de deschidere la Hunedoara. 
De asemenea, consemnăm dotarea – în 2016 – a circa 20 de școli din județ cu materiale didactice și cu mobilier de strictă necesitate, în valoare de peste 25.000 de euro, iar în anul următor, a Lotului Național de Gimnastică al României de la Deva cu aparatură sportivă de ultimă generație, în valoare de 17.000 de euro. În primăvara anului 2020, în contextul actualei pandemii, din inițiativa și prin purtarea de grijă a Preasfințitului Părinte Episcop Gurie, s-au achiziționat 250 de tablete, în valoare de 20.000 de euro, împărțite gratuit unor elevi cu o situație materială precară (din clasele a VIII-a și a XII-a), din dorința de a li se facilita accesul la educația alternativă de tip on-line. În fine, de amintit și derularea de către Episcopia Devei și a Hunedoarei, în calitate de beneficiar sau de partener, a proiectelor DAR – Dăruiește, ajută, respectă! (în cadrul acestuia, 200 din cei 800 de copii beneficiari înscriși în proiect au fost reintegrați în sistemul de învățământ de stat) și HOPE – Har, omenie, pricepere, entuziasm.
În 21 octombrie 2021, Preasfințitul Părinte Episcop Gurie a trecut la cele veșnice în urma unui stop cardio-respirator, după o suferință prelungită pe durata mai multor zile, la Spitalul Județean de Urgență din Deva. Cu sufletul a pornit – liniștit și împăcat – spre Cer; cu trupul a rămas însă acasă, la Deva, printre ai săi.